# المكتبة الوطنية اليونانية
المكتبة الوطنية اليونانية هي المكتبة الوطنية لليونان.
تأسست عام 1888 م وصممها المعماري الدنماركي هانسن ثيوفيل. تحتوي على مجموعة من المخطوطات العربية.